# 蓬蒂 (上普罗旺斯阿尔卑斯省)
蓬蒂（法語：Pontis）是法国上普罗旺斯阿尔卑斯省的一个市镇，属于巴尔瑟洛内特区（Barcelonnette）勒洛泽于拜埃县（Le Lauzet-Ubaye）。该市镇2009年时的人口为84人。

## 人口
蓬蒂人口变化图示
| 数据来源：INSEE |